# Barnaül (Kurgan)
Barnaül (en rus: Барнаул) és un poble de l'óblast de Kurgan, a Rússia, que en el cens del 2010 tenia un sol habitant. La seva història es remunta al 1859.